# Nordische Gruppe (Astronomie)
Die Nordische Gruppe ist eine große Gruppe von retrograden irregulären Monden des Planeten Saturn, die sich auf ähnlichen Bahnen bewegen.

Die irregulären Monde des Saturn

Die großen Halbachsen ihrer Bahnen verlaufen dabei zwischen 12,9 und 25,1 Millionen km. Die Bahnen weisen Exzentrizitäten zwischen 0,130 and 0,580 sowie Inklinationen (Bahnneigungen) zwischen 145,2° und 177,5° auf, wobei die Monde sich retrograd, d. h. entgegen der Rotationsrichtung des Planeten, um den Saturn bewegen.
Anders als bei den Monden der Inuit-Gruppe und der Gallischen Gruppe sind die Bahnelemente dieser Gruppe sehr unterschiedlich. Hierbei besteht diese Gruppe aus mehreren Untergruppen, wobei es sich um 75 „normale“ Mitglieder handelt; 12 gehören der Skathi-Untergruppe, 11 der Phoebe-Untergruppe und 3 der Narvi-Untergruppe an, insgesamt 101 Monde, womit die Nordische Gruppe 69,2 % der Gesamtheit aller 146 Monde des Saturn ausmacht. (Stand: 14. Juni 2023)
Die 101 Mitglieder der Gruppe sind (mit zunehmendem Abstand von Saturn):
- S/2020 S 1
- Phoebe (Phoebe Untergruppe)
- S/2006 S 20
- S/2006 S 9
- Skathi (Skathi Untergruppe)
- S/2007 S 7
- S/2004 S 37
- S/2007 S 5
- S/2004 S 47
- S/2004 S 40
- S/2007 S 2 (Phoebe Untergruppe)
- S/2019 S 2
- S/2019 S 3
- S/2020 S 7
- Skoll (Skathi Untergruppe)
- S/2004 S 41
- S/2019 S 4
- S/2020 S 2
- Greip (Phoebe Untergruppe)
- S/2004 S 42
- Hyrrokkin (Skathi Untergruppe)
- S/2004 S 13
- S/2007 S 6
- Jarnsaxa
- S/2004 S 17
- Mundilfari
- S/2006 S 10
- S/2004 S 43
- S/2019 S 5
- S/2006 S 1 (Skathi Untergruppe)
- Narvi (Narvi Untergruppe)
- Bergelmir (Skathi Untergruppe)
- Gridr
- Suttungr (Phoebe Untergruppe)
- S/2004 S 44
- S/2006 S 11
- S/2004 S 7
- Hati
- S/2004 S 12
- Eggther
- S/2004 S 45
- S/2006 S 13
- Bestla (Narvi Untergruppe)
- S/2004 S 46
- S/2019 S 8
- Farbauti (Skathi Untergruppe)
- Thrymr (Phoebe Untergruppe)
- S/2019 S 7
- S/2007 S 3 (Phoebe Untergruppe)
- S/2019 S 11
- S/2007 S 9
- S/2019 S 9
- Angrboda (Phoebe Untergruppe)
- Aegir
- Beli (Skathi Untergruppe)
- S/2019 S 10
- S/2019 S 12
- S/2019 S 13
- S/2005 S 5
- S/2006 S 3 (Skathi Untergruppe)
- S/2020 S 6
- Skrymir (Phoebe Untergruppe)
- Gerd (Phoebe Untergruppe)
- S/2006 S 14
- Gunnlod (Skathi Untergruppe)
- S/2019 S 15
- S/2006 S 15
- S/2020 S 8
- Geirrod (Skathi Untergruppe)
- S/2006 S 16
- S/2004 S 50
- S/2004 S 28
- S/2004 S 48
- Alvaldi (Phoebe Untergruppe)
- Kari (Skathi Untergruppe)
- Fenrir
- S/2006 S 17
- Surtur
- S/2004 S 49
- Ymir (Phoebe Untergruppe)
- Loge
- S/2004 S 21 (Skathi Untergruppe)
- S/2004 S 36 (Narvi Untergruppe)
- S/2019 S 17
- S/2006 S 18
- S/2006 S 19
- S/2019 S 19
- S/2019 S 20
- S/2019 S 18
- S/2004 S 39
- S/2019 S 16
- S/2004 S 53
- Thiazzi
- S/2004 S 34
- S/2020 S 10
- Fornjot
- S/2004 S 51
- S/2020 S 9
- S/2019 S 21
- S/2004 S 52
- S/2004 S 26

Die Monde der Nordischen Gruppe werden von der Internationalen Astronomischen Union (IAU) – mit Ausnahme von Phoebe – nach Gestalten (vor allem Riesen) aus der Nordischen Mythologie benannt.